# Хатселл, Мелани
Ме́лани Ха́тселл (англ. Melanie Hutsell; 2 августа 1968, Мэривилл, Теннесси, США) — американская актриса и комедиантка.

## Биография
Мелани Хатселл родилась 2 августа 1968 года в Мэривилле (штат Теннесси, США) и там же окончила среднюю школу.
Мелани начала свою актёрскую карьеру в 1990 году с игры в чикагском театре. Хатселл наиболее известна как участница комедийного шоу «Субботним вечером в прямом эфире» в 1991—1994 годах. Всего она сыграла в 16-ти фильмах и телесериалах.
Мелани замужем за композитором Фредом Рапопортом. У супругов есть двое детей — сын Лео Рапопорт (род.16.03.2004) и дочь Карли Рапопорт-Штейн.